# 4139 Ulʹyanin
4139 Ulʹyanin eller 1975 VE2 är en asteroid i huvudbältet som upptäcktes den 2 november 1975 av den ryska astronomen Tamara Smirnova vid Krims astrofysiska observatorium på Krim. Den har fått sitt namn efter Sergej Alekseevich Ulʹyanin.
Asteroiden har en diameter på ungefär 12 kilometer och den tillhör asteroidgruppen Themis.